# Bataille de Maranga
Campagne de Julien en Perse
Batailles
- Siège de Firuz Chapour
- Siège de Maiozamalcha
- Bataille de Ctésiphon
- Bataille de Maranga
- Bataille de Samarra

Au cours du IIIe siècle apr. J.-C., l'empire parthe (situé de nos jours entre l’Irak et l’Iran) a été renversé par la dynastie sassanide. Sous le règne de Shapur II, les Sassanides entrent en campagne en Mésopotamie romaine. Ils obligent ainsi l'empereur romain Julien à une guerre punitive contre le royaume perse.
Le 22 juin 363, les Sassanides sous le commandement du spahbod Merena, renonçant à leur tactique habituelle de harcèlement, se déploient pour la bataille près de Maranga, dans la vallée du Tigre, à proximité de la ville irakienne actuelle de Samarra. Les Romains repoussent l'armée sassanide en lui infligeant de lourdes pertes. Julien est tué dans une escarmouche sur son arrière-garde, quatre jours plus tard (le 26 juin), près de Tummara.

## Sources antiques
- Ammien Marcellin[2], XXV, 1.
- Zosime, 3, 28, 2.